# Kristančič
Kristančič je priimek več znanih Slovencev:
- Aleš Kristančič (*1966), vinar
- Anica Kristančič, alpinistka
- Azra Kristančič (1936—2017), psihologinja, utemeljiteljica družinskega svetovanja
- Boris Kristančič (1931—2015), košarkar in športni funkcionar
- Dušan Kristančič (*1955), vinar
- Jolanda Kristančič (1906—1976), redovnica, soustanoviteljica redovne postojanke v Kairu
- Marjan Kristančič (1908—1982), operni pevec tenorist
- Lojze (Minko) Kristančič (*1923), zgodovinski publicist, gojitelj ptic
- Mirko Kristančič (1930—2013), vinar
- Mitja Kristančič, arhitekt